# Les Siens
Pour l’article homonyme, voir Les Siens (film, 1925).
Pour plus de détails, voir Fiche technique et Distribution.

Les Siens est un court métrage français de Noël Mitrani, tourné en 2001, diffusé sur France 3 en 2003. Ce film décrit la confusion entre le rêve et la réalité.

## Synopsis
Jeanne, une jeune fille rebelle, arrive chez elle en retard, le jour de ses 24 ans. Sa famille, parfaite représentante d’une certaine bourgeoisie sévère et moralisatrice, lui souhaite froidement son anniversaire en lui offrant une voiture pour l’encourager à passer son permis…
…Les jours ont passé, Jeanne est pressée, elle monte dans un taxi : le chauffeur ressemble étonnamment à son père. Le trouble s’installe. Bientôt c’est un policier qui  prend les traits de son frère Mathieu, pourtant étudiant… Et ainsi de suite jusqu’à cette vieille femme qui ressemble à sa grand-mère et qui vend des jonquilles à la sortie du métro et enfin cette chanteuse de cabaret qui présente le même visage que sa mère…

## Fiche technique
- Titre : Les Siens
- Année de production : 2001
- Réalisation : Noël Mitrani
- Scénario : Noël Mitrani, d'après une idée de Valérie Roumanoff
- Directeur photo : Marc Romani
- Monteur image : Denis Parrot
- Pays d'origine : France
- Production : Alore Production
- Productrice : Laure Kniazeff
- Genre : conte
- Durée : 15 minutes 30
- Format : super 16 mm
- Date de diffusion : France 3 (7 avril 2003) et RFO (12 décembre 2003).

## Distribution
- Stéphanie Postic : Jeanne
- Philippe Nahon : Le père
- Annie Balestra : La mère
- Éléonore Hirt : La grand-mère
- Christelle Jacquaz : La sœur
- Valérie Roumanoff : La Servante
- Robert Gendreu : Le Grand-Père
- Jacques Ledran : Le frère
- Karine Pinoteau : L'amie de Jeanne
- Isabelle Bules : La cliente de l'hôtel

## Commentaire
Qui sont toutes ces doublures qui brouillent la réalité? Est-ce le hasard, ou Jeanne, pressée d’en finir avec cette famille qui ne lui convient pas, se fabrique-t-elle cette autre dimension que son cœur réclame ? Prise au piège, elle finit par se perdre elle-même, incapable de démêler la réalité de cette autre réalité que son esprit a fabriqué. Les Siens est une errance poétique et intemporelle. Le personnage autiste de Jeanne se révolte par l'esprit non par les actes. Les frontières entre la réalité et le rêve sont infimes. Un récit qui balance entre deux mondes. Les nombreux décors qui composent ce film sont autant de tableaux où court une certaine mélancolie. 

## Festivals
- Festival international du court métrage de Clermont-Ferrand[1], 2001
- L'Étrange Festival, 2001